# Adolf Artmann
Albert Adolf Louis Artmann (* 17. November 1833 in Braunschweig; † nach 1895) war ein deutscher Industrieller.

## Leben
Adolf Artmann wurde 1833 in Braunschweig geboren. Dort absolvierte er eine kaufmännische Lehre und war anschließend beruflich in seiner Heimatstadt sowie in Halberstadt und Zerbst tätig. Seitdem 1859 ungereinigtes amerikanisches Petroleum nach Deutschland gelangte, begann Artmann 1860, daraus durch Reinigung Brennöl herzustellen. Der anfallende Rückstand wurde als Wagenfett vertrieben. Die erste kleine Fabrik lag in der Braunschweiger Fabrikstraße in der Nähe des damaligen Bahnhofs. Einige Jahre darauf war Artmann neben Julius Rütgers in Berlin der erste, der Benzol destillativ aus Steinkohlenteer gewann. Nachfolgend gewann Artmann weitere Produkte aus Steinkohlenteer, darunter Toluol, Naphthalin und vor allem das für die Farbstoffproduktion wichtige Anthracen. Daneben produzierte er die Desinfektionsmittel Karbolsäure und Creolin. Anfang der 1870er Jahre wurden in der ca. 70 Angestellte zählenden Fabrik 1750 t Teer verarbeitet. Für die geplante Großproduktion von Alizarin wurde das Unternehmen 1873 in eine Aktiengesellschaft umgewandelt. Die Herstellversuche scheiterten jedoch, so dass die AG 1876 liquidiert und die Fabrik wieder von Artmann übernommen wurde. Neben die chemische Produktion trat die Imprägnierung von Holz- und Eisenbahnschwellen, die in einer eigenen Sägemühle hergerichtet wurden. Artmann verlor seine Braunschweiger Teerproduktenfabrik 1894 in einem Konkursverfahren und verließ die Stadt im November 1895. Sein ehemaliges Unternehmen wurde von Hubert Baese und August Meyer und ab 1913 von Adolf Billmann bis Anfang der 1930er Jahre weitergeführt.
Artmann wohnte in Braunschweig in der Fabrikstraße 1.